# Актюбинский областной комитет КП Казахстана
Актюбинский областной комитет КПСС — региональный орган партийного управления в Казакской АССР (1932—1936 годы) и Казахской ССР (1936—1991 годы).
Актюбинская область была образована 10 марта 1932 года в числе первых 6 областей Казакской АССР. С 5 декабря 1936 — в составе Казахской ССР. Центр — г. Актюбинск.
С 3 мая 1962 по 1 декабря 1964 наряду с Уральской и Гурьевской областями входила в состав Западно-Казахстанского края Казахской ССР.

## Первые секретари обкома
- 06.1932 — 1934: Шаяхмет Шамухамедович Ярмухамедов
- 1934—1936: Досов Абилкаир Искакович
- 1936—1937: Мусин Айтмухаммед
- 1937—1938: Макай Джунусов
- 1938: Токен Оразов
- 1938—1943: Иночкин, Яков Петрович
- 1943—1944: Бекжанов, Мурзахмет Джексенгалиевич
- 1944—1948: Тайбеков Елубай Базимович
- 1948—1950: Ильяшев Рымбек Ильяшевич
- 1950 — 01.1952/1951: Сужиков Мухамедгали Аленович
- 01.1952 — 04.1955: Ташенев, Жумабек Ахметович
- 04.1955 — 1958: Дельвин, Павел Илларионович
- 1958—1959: Карсыбаев Шакир Карсыбаевич
- 1959—1962: Бектурганов, Хасан Шайахметович
- 1962 — 12.1964 (сельский): Бектурганов, Хасан Шайахметович
- 12.1964 — 01.1972: Журин Николай Иванович
- 01.1972 — 22.01.1985: Ливенцов, Василий Андреевич
- 22.01.1985 — 28.03.1989: Трофимов, Юрий Николаевич
- 7.06.1989 — 7.09.1991: Золотарёв Евгений Михайлович